# Chiesa di San Bartolomeo (Montieri)
La chiesa di San Bartolomeo è un edificio sacro situato a Boccheggiano, nel comune di Montieri, in provincia di Grosseto.

## Storia e descrizione
Di origine tardomedievale, tuttavia non conserva niente della primitiva costruzione che probabilmente inglobò porzioni delle murature del castello smantellato dai senesi nel 1404. 
È costituita da un edificio a volumetria unica con il vano esterno della sagrestia sporgente. Fu ristrutturata nel 1864 da Sebastiano Benini che costruì anche il campanile. 
L'interno è a vano unico con copertura a travature a vista. Sulla sinistra, un altare di forme seicentesche conserva un timpano con due statue ornamentali. Nell'abside, in una nicchia, è collocata una statua lignea raffigurante San Bartolommeo.